# Rainer Niemann
Rainer Niemann (* 20. Jahrhundert) ist ein deutscher promovierter Biologe mit dem Interessenschwerpunkt Vögel, besonders Papageien. 

## Leben
Er arbeitete von 1996 bis 2017 als Redakteur in dem auf Papageien- und Heimvogelliteratur spezialisierten Arndt-Verlag. Von 1997 bis 2017 war er Redakteur des WP-Magazins und u. a. für die Nachrichten der Fachzeitschrift Papageien verantwortlich.
Niemann war Mitglied im Arbeitskreis Fonds für bedrohte Papageien, ein Arbeitskreis innerhalb der Zoologischen Gesellschaft für Arten- und Populationsschutz.
Rainer Niemann ist mit Hildegard Niemann verheiratet und hat zwei Kinder.

## Werke
- Ökotoxikologische Beurteilung kontaminierter Böden durch die Erfassung der Nematodenfauna. Tectum Verlag 1996 (Dissertation), ISBN 3896083708, OCLC 614396836
- Meine Wellensittiche. Kosmos, 2004 (franckh-kosmos), ISBN 9783833821523
- Sittiche (Tierratgeber). Gräfe und Unzer Verlag, 2011, ISBN 9783833821509
- Zebrafinken (Tierratgeber). Gräfe und Unzer Verlag, 2011, ISBN 9783440110393

### Übersetzungen
- Joseph Michael Forshaw: Australische Papageien. 2 Bände, illustriert von William T. Cooper, übersetzt von Rainer Niemann und Dieter Vogels. Arndt, Bretten 2002, ISBN 3-9808245-1-9 (Band 1), 2003, ISBN 3-9808245-2-7 (Band 2).